# Araneus aragua
Araneus aragua Levi, 2008 è un ragno appartenente alla famiglia Araneidae.

## Distribuzione
L'olotipo è stato rinvenuto in una località del Venezuela: nei pressi della località Rancho Grande a pochi Km da Maracay nello stato di Aragua.

## Tassonomia
Questa specie era stata originariamente denominata Araneus beebei Levi, 1991; lo stesso autore in un successivo lavoro (2008a), riconosce che esisteva già una precedente denominazione: Araneus beebei Petrunkevitch, 1914 e cambia il nome con quello attuale.
Non sono stati esaminati esemplari di questa specie dal 1991
Attualmente, a dicembre 2013, non sono note sottospecie